# Leon Barnett
Leon Peter Barnett (Luton, Inglaterra, 30 de noviembre de 1985) es un exfutbolista inglés que se desempeñaba como defensa o lateral. Se tuvo que retirar en 2018 debido a problemas en el corazón.

## Clubes
| Club                      | País       | Año         |
| ------------------------- | ---------- | ----------- |
| Luton Town FC             | Inglaterra | 2002 - 2004 |
| Aylesbury United (cedido) | Inglaterra | 2004 - 2005 |
| West Bromwich Albion      | Inglaterra | 2007 - 2010 |
| Coventry City (cedido)    | Inglaterra | 2009 - 2010 |
| Norwich City (cedido)     | Inglaterra | 2010        |
| Norwich City              | Inglaterra | 2011 - 2013 |
| Cardiff City (cedido)     | Gales      | 2013        |
| Wigan Athletic            | Inglaterra | 2013 - 2016 |
| Bury                      | Inglaterra | 2016 - 2017 |
| Northampton Town          | Inglaterra | 2017 - 2018 |

## Palmarés

### Campeonatos nacionales
| Título                       | Club          | País       | Año  |
| ---------------------------- | ------------- | ---------- | ---- |
| Football League Championship | West Bromwich | Inglaterra | 2008 |
| Football League Championship | Cardiff City  | Inglaterra | 2013 |